# 冬狼
在角色扮演游戏《龙与地下城》的设定中，冬狼是一种生活在寒冷地带的魔法生物，它是狼族中最危险的一种。体型巨大，生性邪恶，口中可以喷出冻气。不怕寒冷系魔法的攻击，但是火系魔法的攻击会对他造成加倍的伤害。

## 外形特征
冬狼的外形和普通的狼类似，但比现实中的狼大很多。成年冬狼肩高约四英尺半（1.4公尺），身长约八英尺（2.4公尺），尾巴长度约三十英寸（0.762公尺）。雄狼体重平均在500磅（225公斤）左右，雌狼的体型比雄狼略小一些，体重为450磅左右。

## 生活环境
冬狼一般生活在寒冷的森林和平原地区，也有少数生活在雪域高原或者地下的洞穴中。冬狼从幼崽到完全成熟需要两年时间，自然寿命约为十五年。
大多数情况下，五到六只成年冬狼会组成一个狼群，共同狩猎以便在严酷的环境中生存下去。有时几支狼群会联合起来以对付更强大的猎物，但这种大的狼群往往会因为无法持续找到足够的猎物而渐渐解散。

## 特殊能力和战术
和普通的狼相比，冬狼更加聪明。在龙与地下城3版规则中，狼的智力是2，而冬狼的智力是9（普通人类的智力在9-11之间）。大多数冬狼能说两种语言：通用语及巨人语，它们也可以和狼、凶暴狼、座狼甚至家犬交流。
冬狼的眼睛通常是冰蓝色或银色，其视力要远远超过人类。冬狼拥有昏暗视觉，另外还拥有范围为60英尺的黑暗视觉。所以冬狼无论是在月光下还是在完全黑暗中都能像白天一样视物。
冬狼一方面拥有极佳的嗅觉；另一方面，其白色或银白色的毛皮与周围冰天雪地的环境融为一体，这也使得玩家很难发现它们。所以冬狼往往早在玩家能发现他们之前很久就已经发现玩家，并根据地形设下埋伏以试图伏击玩家。有些狡猾的冬狼还会呼喊“救命”来吸引人类，将玩家引诱到他们的埋伏圈中。
冬狼对寒系的攻击（例如白龙的喷吐攻击或“寒冰锥”法术）完全免疫，但是在受到火系攻击（例如“火球术”法术）时，将会遭到两倍的伤害。因此冬狼对火非常敏感，在战斗中会首先攻击施法者（法师、术士等），以防止他们使用火系法术。几只冬狼常常会同时攻击一个目标，这样目标很难防御住所有方向的进攻。当一只冬狼咬住目标时，就可以立即尝试使用摔绊将对方摔倒在雪地上。
冬狼捕猎的方法基本上和普通的狼一样，它们喜欢绕着对手转圈，每只冬狼依次进攻以消耗目标的精力。一旦猎物倒在地上，所有的狼都会一拥而上，争抢撕咬猎物并将骨头和肉一起囫囵吃掉。
每1d4个回合，冬狼就可以呼出一团范围为15英尺的寒气，可以对目标造成4d6点寒系伤害。由于冬狼本身对寒系免疫，所以它们不会受到来自自己喷吐攻击的伤害。值得注意的是，因为冬狼的喷吐攻击并不比喘口粗气更加费力，所以冬狼在撕咬敌人的同时就可以进行喷吐攻击。

## 和其他种族的关系
冬狼把大多数的其他种族当作食物来源，但霜巨人是一个例外，其中一个原因是冬狼很难杀死同样对寒冷免疫和喷吐攻击免疫的霜巨人。两者经常为了协同狩猎：冬狼平时作为斥候和追踪者，在战斗中作为侧翼的主力；而霜巨人则在远距离投掷石块，或者手持战斧近距离突袭，偶尔也会使用强力的魔法。
因为冬狼的毛皮可以提供对寒系伤害的保护，所以往往可以卖到2000金币。一般被用于制作斗篷、袍子和靴子，例如冰原之靴。乌斯卡特的许多蛮族用它们纯白厚软的毛皮做成外袍御寒，在宝剑海岸它们的毛皮是贵妇的象征。

## 相关的文学和游戏
在小说黑暗精灵三部曲之《旅居》中，卡洛克就是一头冬狼，它率领多只座狼去袭击游侠蒙特里·迪布洛奇，后来被崔斯特的黑豹关海法杀死。第十八章讲述了这场战斗：……但卡洛克可是只身经百战的老狼。当这怪物滚成四脚朝天时，一道冰冻的气流便直直喷向黑豹。关海法闪到一边，同时躲掉了冻气与数头座狼的突袭。但直击黑豹正面的冻气，还是冻僵了关海法的下颚。
在电脑游戏博德之门中，那西凯镇有一个支线任务就是武器店老板向玩家收购冬狼的毛皮。可以在那西凯西部的几个荒地找到冬狼。
在网络游戏魔兽世界中，矮人主城铁炉堡所在的区域丹莫罗附近有很多雪地狼和冬狼。
在网络游戏龙与地下城OL中，座狼和冬狼是泽恩德瑞克最常见的魔兽类生物。